# Goumois (Doubs)
Goumois ist eine französische Gemeinde mit 167 Einwohnern (Stand: 1. Januar 2022) im Département Doubs in der Region Bourgogne-Franche-Comté.

## Geographie
Goumois liegt auf 505 m, elf Kilometer östlich von Maîche und etwa 30 Kilometer südsüdöstlich der Stadt Montbéliard (Luftlinie). Das Grenzdorf erstreckt sich im Jura, im tief eingeschnittenen Doubstal am linken (westlichen) Talhang, gegenüber der schweizerischen Ortschaft Goumois (Gemeinde Saignelégier). Das Gemeindegebiet gehört zum Regionalen Naturpark Doubs-Horloger.
Die Fläche des 5,83 km² großen Gemeindegebiets umfasst einen Abschnitt des französischen Juras. Die östliche Grenze verläuft stets entlang dem Doubs, der hier durch ein canyonartig in die Hochflächen des Juras eingeschnittenes Tal nach Norden fließt. Bei Goumois befindet sich eine kleine Talweitung. Oberhalb und unterhalb des Dorfes treten die steilen Talhänge jedoch sehr nahe zusammen und werden verschiedenenorts von markanten Kalkfelsbändern durchzogen. Vom Flusslauf erstreckt sich das Gemeindeareal westwärts über den überwiegend bewaldeten Steilhang bis an den Rand der angrenzenden Höhen, welche das Doubstal vom Hochplateau von Maîche trennen. Mit 953 m wird auf der Höhe des Bois de Grépi nahe der Hochfläche von Urtière die höchste Erhebung von Goumois erreicht.
Zu Goumois gehören der Weiler Gourgouton (661 m) auf einer Geländeterrasse am westlichen Talhang des Doubs sowie verschiedene Hofgruppen und Einzelhöfe. Nachbargemeinden von Goumois sind Charmauvillers im Süden, Urtière im Westen, Fessevillers im Norden sowie die schweizerische Gemeinde Saignelégier im Osten.

## Geschichte
Seine erste Erwähnung findet Goumois im Jahr 1177 unter dem Namen Gamoensis ecclesia, das wahrscheinlich vom germanischen Personennamen Godemod abgeleitet wurde. Das Dorf unterstand dem Priorat von Lanthenans und kam 1247 an die Grafen von Montbéliard. Seit dem 14. Jahrhundert gehörte Goumois zur Herrschaft Franquemont (Ruine auf dem Gebiet des schweizerischen Goumois), die 1474 vom Fürstbischof von Basel erobert wurde, aber noch bis 1780 zwischen dem Fürstbistum Basel und Frankreich umstritten war. Von 1793 bis 1815 gehörte Goumois zu Frankreich und war anfangs Teil des Département Mont-Terrible, ab 1800 mit dem Département Haut-Rhin verbunden. Durch den Entscheid des Wiener Kongresses wurde die Gemeinde Goumois geteilt, wobei der Doubs die neue Grenze bildete. Der Ortsteil links des Doubs verblieb bei Frankreich, während der Ortsteil rechts des Doubs 1815 an den Kanton Bern und am 1. Januar 1979 an den neu gegründeten Kanton Jura kam.

## Sehenswürdigkeiten
Die Dorfkirche von Goumois wurde im 19. Jahrhundert weitgehend neu erbaut, wobei einige Teile des gotischen Vorgängerbaus mit einbezogen wurden. Sie enthält unter anderem eine Holzstatue der Gottesmutter aus dem 15. Jahrhundert.

## Bevölkerung
| Jahr                       | 1962 | 1968 | 1975 | 1982 | 1990 | 1999 | 2018 | 2020 |
| Einwohner                  | 154  | 148  | 134  | 126  | 136  | 196  | 159  | 154  |
| Quellen: Cassini und INSEE |      |      |      |      |      |      |      |      |

Mit 167 Einwohnern (Stand 1. Januar 2022) gehört Goumois zu den kleinen Gemeinden des Départements Doubs. Nachdem die Einwohnerzahl in der ersten Hälfte des 20. Jahrhunderts deutlich abgenommen hatte (1886 wurden noch 228 Personen gezählt), wurde seit Beginn der 1980er-Jahre wieder ein deutliches Bevölkerungswachstum verzeichnet.

## Wirtschaft und Infrastruktur
Goumois war bis weit ins 20. Jahrhundert hinein ein vorwiegend durch die Landwirtschaft (Viehzucht und Milchwirtschaft) und die Forstwirtschaft geprägtes Dorf. Daneben gibt es heute einige Betriebe des lokalen Kleingewerbes und Einrichtungen für den touristischen Bedarf. Viele Erwerbstätige sind auch Wegpendler, die in den umliegenden größeren Ortschaften ihrer Arbeit nachgehen.
Mittlerweile hat sich Goumois zu einem Ausflugsziel im Jura entwickelt und ist Standort eines Campingplatzes. Zu den Freizeitaktivitäten gehören insbesondere der Wassersport (Kanu und Kajak), das Fischen sowie das Wandern.
Die Ortschaft liegt abseits der größeren Durchgangsstraßen an einer Departementsstraße, die von Maîche nach Saignelégier führt. Eine weitere Straßenverbindung besteht mit Trévillers.

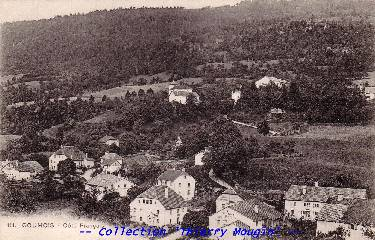
Goumois, historische Postkarte
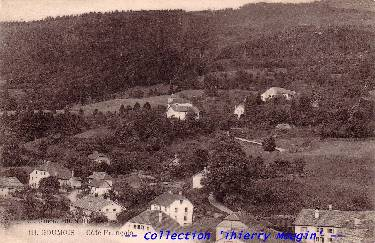
Goumois, historische Postkarte
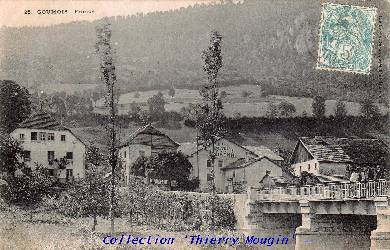
Goumois, historische Postkarte
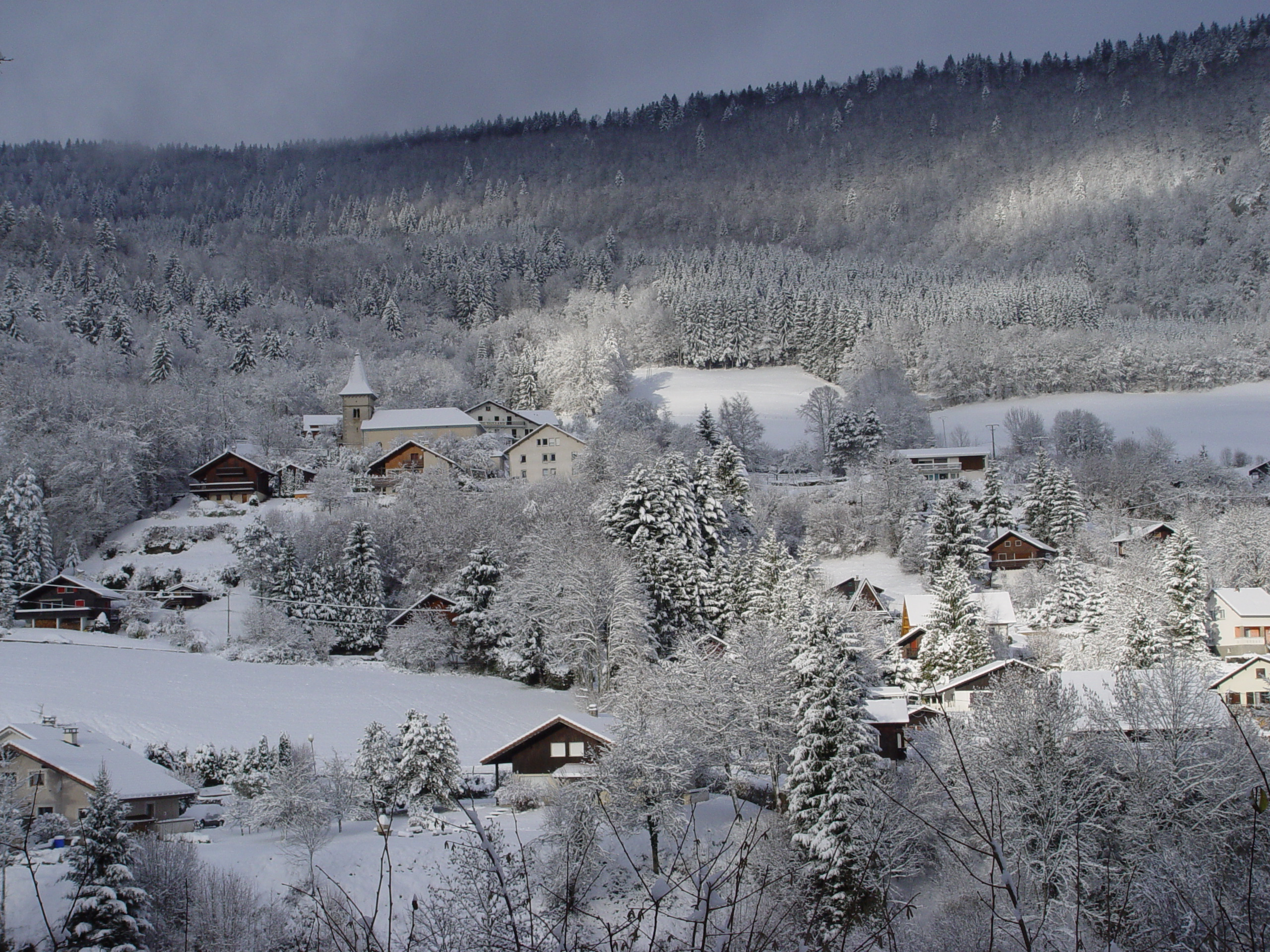
Goumois im Winter 2008